# Greedy Fly
«Greddy Fly» es el segundo sencillo de la banda británica de rock alternativo Bush en su segundo álbum Razorblade Suitcase. Fue lanzada en 28 de enero de 1997.

## Videoclip
Bush fue uno de los primeros pioneros de la solo CD mejorado, con el que esté disponible el vídeo completo como un archivo en el CD 2. El video fue dirigido por Marcus Nispel en diciembre de 1996 en Los Ángeles. El video fue grabado en el mismo edificio Seven recibió un disparo en coste y casi medio millón de libras . 

## Posiciones
| Lista (1997)                          | Posición |
| ------------------------------------- | -------- |
| Australia ARIA Charts                 | 78       |
| Canadian RPM Singles Chart            | 38       |
| Canadian RPM Alternative 30           | 6        |
| UK Singles Chart                      | 22       |
| U.S. Billboard Hot 100 Airplay        | 41       |
| U.S. Billboard Modern Rock Tracks     | 3        |
| U.S. Billboard Mainstream Rock Tracks | 5        |